# بروکس (ویرجینیای غربی)
بروکس (به انگلیسی: Brooks) یک منطقهٔ مسکونی در ایالات متحده آمریکا است که در شهرستان سامرز، ویرجینیای غربی واقع شده‌است.